# Gullborstesläktet
Gullborstesläktet (Galatella) är ett växtsläkte med i familjen korgblommiga växter med cirka 25 arter i Europa och Asien. Arterna har tidigare räknas till astersläktet (Aster).